# Copa Panamericana de Voleibol Masculino Sub-19 de 2017
La II Copa Panamericana de Voleibol Masculino Sub-19 se disputó del 20 al 25 de marzo de 2017 en la ciudad de Monterrey, (México). El torneo cuenta con la participación de 6 selecciones nacionales de la NORCECA y 3 de la CSV.
El torneo otorgó tres cupos al Campeonato Mundial de Voleibol Masculino Sub-19 de 2017 a disputarse en Baréin; dos a las mejores selecciones afiliadas a NORCECA, y el restante a la mejor selección de la CSV.

## Equipos participantes
- Chile
- Colombia
- Costa Rica
- República Dominicana
- Jamaica
- Perú
- Puerto Rico
- México
- Nicaragua

## Primera Fase

### Grupo A
– Clasificados a semifinales.
     – Clasificados a cuartos de final.
     – Juegan el partido por el quinto puesto.

### Grupo B
– Clasificados a semifinales.
     – Clasificados a cuartos de final.
     – Juegan el partido por el quinto puesto.

### Grupo C
– Clasificados a semifinales.
     – Clasificados a cuartos de final.
     – Juegan el partido por el quinto puesto.

### Tabla relativa de primeros lugares
– Clasificados a semifinales.
     – Clasificado a cuartos de final.
|     |             | Partidos | Partidos | Partidos |     | Sets | Sets | Sets  | Puntos | Puntos | Puntos |
| Pos | Equipo      | PJ       | PG       | PP       | Pts | SG   | SP   | Ratio | PG     | PP     | Ratio  |
| --- | ----------- | -------- | -------- | -------- | --- | ---- | ---- | ----- | ------ | ------ | ------ |
| 1   | México      | 2        | 2        | 0        | 10  | 6    | 0    | MAX   | 150    | 102    | 1.471  |
| 2   | Chile       | 2        | 2        | 0        | 8   | 6    | 2    | 3.000 | 188    | 143    | 1.315  |
| 3   | Puerto Rico | 2        | 2        | 0        | 8   | 6    | 2    | 3.000 | 174    | 148    | 1.176  |

#### Definición del 5° al 9° Puesto
| Fase                       | Fecha       | Encuentro                         | Resultado | Set   | Set   | Set   | Set   | Set   | Puntuación total | Reporte |
| Fase                       | Fecha       | Encuentro                         | Resultado | 1     | 2     | 3     | 4     | 5     | Puntuación total | Reporte |
| -------------------------- | ----------- | --------------------------------- | --------- | ----- | ----- | ----- | ----- | ----- | ---------------- | ------- |
| Definición del 7/9° Puesto | 23 de marzo | Perú - Jamaica                    | 0-3       | 17:25 | 13:25 | 20:25 |       |       | 50-75            | Ficha   |
| 7° Puesto                  | 24 de marzo | Nicaragua - Jamaica               | 3 - 2     | 18:25 | 25:20 | 16:25 | 25:21 | 16:14 | 100-105          | Ficha   |
| 5° Puesto                  | 25 de marzo | República Dominicana - Costa Rica | 3 - 0     | 25:21 | 25:22 | 25:18 |       |       | 75 - 61          | Ficha   |

## Fase Final

### Final 1º al 4° puesto
|  | Cuartos de final      | Cuartos de final |                        |                        | Semifinales | Semifinales |  |  | Final       | Final |
|  |                       |                  |                        |                        |             |             |  |  |             |       |
|  |                       |                  |                        |                        |             |             |  |  |             |       |
|  |                       |                  |                        |                        |             |             |  |  |             |       |
|  | Chile                 |                  |                        |                        |             |             |  |  |             |       |
|  | 24 de marzo           |                  |                        |                        |             |             |  |  |             |       |
|  | Clasifica 1ro en el A |                  |                        |                        |             |             |  |  |             |       |
|  | Chile                 | 3                |                        |                        |             |             |  |  |             |       |
|  | Chile                 | 3                | 23 de marzo            |                        |             |             |  |  |             |       |
|  |                       | Puerto Rico      | 0                      |                        |             |             |  |  |             |       |
|  | Puerto Rico           | Puerto Rico      | 0                      | 3                      |             |             |  |  |             |       |
|  | Puerto Rico           |                  | 25 de marzo            | 3                      |             |             |  |  |             |       |
|  | Costa Rica            | 0                |                        |                        |             |             |  |  |             |       |
|  | Costa Rica            | 0                | Chile                  | 0                      |             |             |  |  |             |       |
|  |                       |                  | Chile                  | 0                      |             |             |  |  |             |       |
|  |                       | México           | 3                      |                        |             |             |  |  |             |       |
|  | México                | México           | 3                      |                        |             |             |  |  |             |       |
|  | 24 de marzo           |                  |                        |                        |             |             |  |  |             |       |
|  | Clasifica 1ro en el B |                  |                        |                        |             |             |  |  |             |       |
|  | México                | 3                | Tercer y cuarto puesto | Tercer y cuarto puesto |             |             |  |  |             |       |
|  | México                | 3                | Tercer y cuarto puesto | Tercer y cuarto puesto | 23 de marzo |             |  |  |             |       |
|  |                       | Colombia         | 1                      |                        |             |             |  |  |             |       |
|  | República Dominicana  | Colombia         | 1                      | 2                      | Puerto Rico | 3           |  |  |             |       |
|  | República Dominicana  |                  |                        | 2                      | Puerto Rico | 3           |  |  |             |       |
|  | Colombia              | 3                |                        | Colombia               | 1           |             |  |  |             |       |
|  | Colombia              | 3                |                        |                        | 1           |             |  |  |             |       |
|  |                       |                  |                        |                        |             |             |  |  | 25 de marzo |       |
|  |                       |                  |                        |                        |             |             |  |  |             |       |

### Resultados
| Fase             | Fecha    | Encuentro                       | Resultado | Set   | Set   | Set   | Set   | Set   | Puntuación total | Reporte |
| Fase             | Fecha    | Encuentro                       | Resultado | 1     | 2     | 3     | 4     | 5     | Puntuación total | Reporte |
| ---------------- | -------- | ------------------------------- | --------- | ----- | ----- | ----- | ----- | ----- | ---------------- | ------- |
| Cuartos de Final | 23-03-17 | Puerto Rico - Costa Rica        | 3 - 0     | 25:14 | 27:25 | 25:20 |       |       | 77 - 59          | Ficha   |
| Cuartos de Final | 23-03-17 | República Dominicana - Colombia | 2 - 3     | 21:25 | 22:25 | 25:23 | 25:20 | 12:15 | 105 - 108        | Ficha   |
| Semifinal        | 24-03-17 | Chile - Puerto Rico             | 3 - 0     | 25:17 | 25:21 | 25:21 |       |       | 75 - 59          | Ficha   |
| Semifinal        | 24-03-17 | México - Colombia               | 3 - 1     | 25:20 | 25:22 | 29:31 | 25:19 |       | 104 - 92         | Ficha   |
| 3° Puesto        | 25-03-17 | Puerto Rico - Colombia          | 3 - 1     | 16:25 | 25:18 | 25:23 | 27 25 |       | 93 - 91          | Ficha   |
| final            | 25-03-17 | Chile - México                  | 0 - 3     | 20:25 | 09:25 | 20:25 |       |       | 49 - 75          | Ficha   |

## Clasificación general
| Pos | Equipo               |
| --- | -------------------- |
| 1   | México               |
| 2   | Chile                |
| 3   | Puerto Rico          |
| 4   | Colombia             |
| 5   | República Dominicana |
| 6   | Costa Rica           |
| 7   | Nicaragua            |
| 8   | Jamaica              |
| 9   | Perú                 |

| México Campeón 1º título |

## Distinciones individuales
Fuente:
| Distinción       | Nombre                       |
| ---------------- | ---------------------------- |
| MVP              | Raymond Stephens             |
| Mejor Anotador   | Gabriel García               |
| Mejor Ataque     | Shavar James y Bayron Valdez |
| Mejor Bloqueo    | Axel Tellez                  |
| Mejor Servicio   | Raymond Stephens             |
| Mejor Recepción  | Raymond Stephens             |
| Mejor Defensa    | Lucas Lavin                  |
| Mejor Líbero     | Lucas Lavin                  |
| Mejor Acomodador | Jonathan Cabrera             |
| Mejor Opuesto    | Gabriel García               |

## Clasificados al Mundial 2017
| Bandera de México | Bandera de Chile | Bandera de Puerto Rico |
| México            | Chile            | Puerto Rico            |
| ----------------- | ---------------- | ---------------------- |